# 佐藤祐羅
佐藤 祐羅（さとう ゆら、2000年（平成12年）6月17日 - ）は、日本の女優、元グラビアアイドル。
所属事務所はZOO PRODUCTION。山口県出身。

## 経歴
2021年3月28日に開催された、美少女図鑑AWARD 2021 supported by WoW Influence最終選考結果発表・授賞式にて、審査員特別賞・ヤンジャン賞・プレイボーイ賞・bis賞・よーじや賞・KURAUDIA賞の6冠に輝く。
2022年に入ってからエヴァーグリーン・エンタテイメントのプロフィールが削除されており、退所した模様。
2023年時点ではZOO PRODUCTIONに所属しており、女優業を再開している。

## 人物
美容師免許、実用英語技能検定2級、パーソナルカラリスト2級の資格を持っている。
趣味はマンガ、アニメ鑑賞。

## 出演
雑誌
- 少年サンデー2021年40号（小学館）[3]
- 週刊プレイボーイ2021年No.29（集英社）[4]
- 週刊ヤングジャンプ2021年No.31（集英社）

テレビ
- スイモクチャンネル（2021年7月21日、BS-TBS）
- 沁みる夜汽車 2023年夏（2023年9月16日、NHK-BS）
- 続・続・最後から二番目の恋（2025年、フジテレビ）鎌倉市役所・観光推進課職員役

舞台
- いつの間にか、キミは（2021年8月7日 - 9日）ヒロイン役[5]
- GARAKUTADAKARA、（2024年11月13日 - 17日）

## 作品
デジタル写真集
- キラキラ☆上京物語（2021年7月5日、週刊プレイボーイ）
- Summer holiday スピ/サン グラビアフォトブック（2021年9月6日、小学館）
- start to shine（2021年10月21日、集英社）

CM
- The Premium Backstage（2023年7月-）ポーラスター東京アカデミー (2023年7月2日). “生徒出演情報”. ポーラスター東京アカデミー公式Instagram. 2023年7月2日閲覧。
- 東京ドームシティ アトラクションズ（2023年7月-9月）ポーラスター東京アカデミー (2023年7月27日). “佐藤祐羅出演”. ポーラスター東京アカデミー公式X. 2023年7月27日閲覧。